# Gewone grottenspin
De gewone grottenspin of grotwielwebspin (Meta menardi)  is een spin uit de familie strekspinnen (Tetragnathidae) die in heel Europa wordt gevonden.
De vrouwtjes worden 15 tot 17 mm groot, de mannetjes worden 11 tot 12 mm. Het kopborststuk is roodbruin met donkere marges in de oogregio. De onderkant en de cheliceren zijn ook roodbruin. Het achterlijf is geel met horizontale strepen of grote vlekken, maar meestal helemaal zwart of roodachtig. De spin leeft in spleten, grotten, kelders en putten.